# Trapez-Kaiserfisch
Der Trapez-Kaiserfisch (Pomacanthus rhomboides) lebt im südlichen Roten Meer und im westlichen Indischen Ozean entlang der Küste Ostafrikas bis nach Knysna in der Südafrikanischen Provinz Westkap sowie bei den Seychellen und Madagaskar. In der Maputo-Bucht in Mosambik scheint er besonders häufig zu sein. Er bevorzugt küstennahe Riffe mit Tiefen von einem bis zwanzig Metern. 
Die Fische ernähren sich von Schwämmen und bodenbewohnenden, wirbellosen Tieren sowie Plankton. Neben den Kaiserfischen der Gattung Genicanthus sind die Trapez-Kaiserfische die einzigen Angehörigen ihrer Familie, die im Freiwasser Plankton fangen.

## Merkmale
Trapez-Kaiserfische haben eine typische trapezförmige Gestalt, Rücken- und Afterflosse sind nicht ausgezogen. Der Vorderkörper und die Flossen sind von dunkler graublauer Farbe, das hintere Körperdrittel etwas heller, fahl graublau, Bauch und Kehle schimmern etwas rötlich. Das Zentrum jeder Schuppe ist dunkler. Trapez-Kaiserfische werden bis zu 46 Zentimeter lang.
Flossenformel: Dorsale XI–XIII/22–25, Anale III/21–23
Die Jungfische ähneln denen des Ringkaiserfisches und tragen, wie viele Kaiserfischjunge, ein Muster von weißen und hellblauen Querstreifen auf dunkelblauem Grund. Ihre Schwanzflosse ist transparent.